# Heather Olver
Heather Olver (n. 15 març 1986) és una esportista anglesa que competeix en bàdminton en la categoria de dobles.